# Cocodril 2: El pantà de la mort
Cocodril 2: El pantà de la mort (títol original: Crocodile 2: Death Swamp) és una pel·lícula estatunidenca dirigida per Gary Jones, estrenada l'any 2002.
Ha estat doblada al català

## Argument
Després haver comès un atracament, uns truans volen amb el seu botí cap a Acapulco, però de resultes d'una violenta tempesta, l'avió s'estampa en pantans mexicans. Segrestats, els supervivents igualment s'hauran d'enfrontar a un cocodril gegantesc.

## Repartiment
- Heidi Lenhart: Mia
- Chuck Walczak: Zach
- Jon Sklaroff: Sol
- Darryl Theirse: Max
- David Valcin: Justin
- James Parks: Squid
- Martin Kove: Roland
- Steve Moreno: Brian
- Billy Rieck: Pete
- Anna Cranage: Julie
- Daniel Martin: el pilot
- Sean Euro: Sean
- Suzanne Thirumur: Reese
- Teea Laitinen: Amanda
- Lalith Sharma: Federale

## Al voltant de la pel·lícula
- El film és continuació de Crocodile dirigida per Tobe Hooper l'any 2000.

Rodatge
- El rodatge s'ha desenvolupat als estudis de Ramoji Film City a Hyderâbâd, a l'Índia.

Banda original
- Acapulco 1, interpretat per Bill Wandel
- Band Es The Run, interpretat per Bill Wandel
- Que hace El Diablo Tan Feo, interpretat per Bill Wandel
- Aligarto Diablo, interpretat per Bill Wandel i Bryan Jones